# Панаад
„Панаад“ (на английски: Panaad Stadium), е многоцелеви, включително футболен стадион в град Баколод, Филипините. Наричан е понякога парк и стадион „Панаад“ (Panaad Park and Stadium) заради едноименния парк, в който е разположен стадионът.
Разположен е в едноименен спортен комплекс в Барангай Мансилинган – югоизточно предградие на Баколод.
Отваря врати през 1998 година за фестивала Панаад са Негрос. Името Панаад идва от местния език хилигайнон и означава „обет“. Фестивалът е форма на благодарност към божественото провидение и даване на обещание за по-добър живот.
Стадионът и паркът се разпростират на 25 хектара площ, засадена с 60 000 евкалиптови дървета. В непосредствена близост се намират басейн с олимпийски размери и баскетболно игрище.
На Паннад парк играе отборът на „Серес-Hегрос“, а така също и националният отбор.
- Стадион Панаад през 2010 г.

При капацитет едва от 8000 през февруари 2011 г. на световната квалификация с Монголия са регистрирани 20 000 .